# زبان کره‌ای میانه
کره‌ای میانه (کره‌ای: 중세 한국어) دوره‌ای در تاریخ زبان کره‌ای است که پس از کره‌ای باستان و پیش از کره‌ای نوین رایج بود. مرز میان دوره‌های باستان و میانه به‌طور سنتی با تأسیس گوریو در سال ۹۱۸ مشخص می‌شود، اما برخی از پژوهشگران حمله مغول به کره (اواسط سده سیزدهم) را آغاز آن می‌دانند. کرهٔ میانه اغلب به دوره‌های نخستین و پسین به ترتیب مربوط به گوریو (تا سال ۱۳۹۲) و چوسان تقسیم می‌شود و در حدود سال ۱۶۰۰ به پایان می‌رسد. استخراج اطلاعات زبانی از متون دوره نخستین، که با اقتباس از حروف چینی نوشته شده‌اند، دشوار است. این وضعیت در سال ۱۴۴۶ با معرفی الفبای هانگول تغییر کرد، به طوری که کره میانه پسین داده‌های محوری را برای تاریخ زبان کره‌ای ارائه می‌دهد.